# Inquisición (banda)
Inquisición es la primera banda de heavy metal. que apareció en la escena underground chilena de los 90's. Desde el Demo de cuatro canciones de 1995, hasta su disco 2016 titulado "Preacher and Lust", el grupo se ha mantenido activo tocando en Chile y abriendo conciertos para bandas internacionales.

## Historia
Inquisición nace en junio de 1993, cuando Manolo Schafler, entonces miembro del legendario grupo Torturer, decidió formar oficialmente un proyecto Heavy Metal y para ello contactó al baterista Carlos Hernández con quien ya venían ensayando desde 1992. A fines del '93 Santa Inquisición (su nombre original) funcionaba gracias a la ayuda de Gonzalo Ruiz Tagle en el bajo y tras algunos shows como trío, la banda finalmente dio con Freddy Alexis como cantante a mediados de 1994.
A principios de 1995 el nombre quedó reducido a Inquisición. En febrero entraron al estudio para grabar cuatro canciones que se convertirían en su primer Demo. Con Rolando Jeldres durante el '95, si hicieron importantes shows en Santiago y provincia, además el canal 2 Rockandpop ofrece a la banda hacer y promocionar el videoclip del tema "Mayday's Eve" lo cual significó una gran exposición mediática así mismo como presentaciones en vivo y playblack en diferentes canales de televisión abierta.
En 1996 la banda recibió el premio "Banda Revelación" en Feria del Disco y tocó a lo largo de Chile. Entraron a estudio en octubre para grabar "Steel Vengeance", álbum debut y primer larga duración de Heavy- Metal chileno luego de 9 años de silencio desde que Panzer lanzara "Tierra de Metales".
El '97 se editó un CD recopilatorio por Toxic Records titulado "In Nomini", el cual incluye el Demo más 8 canciones de Steel Vengeance. Durante 1998 se realizó la producción de "Black Leather From Hell", segundo larga duración, que se edita en octubre. 
1999 estuvo marcado por un cambio. La banda decidió reemplazar a Freddy Alexis y, alrededor de marzo del '99, Pedro Galán ingresó para hacerse cargo de las voces. Con él se lanzaron 2 temas promocionales y también debieron enfrentar un evento muy importante: la apertura del show de Mercyful Fate en Chile. En agosto de 2000 se concretó el regreso temporal de Freddy Alexis en un recital que coincidió con en el lanzamiento del nuevo disco de Undercroft. Este show fue grabado y el material resultante dio vida a "Live Posthumous", primer disco en vivo de Inquisición que apareció a mediados de 2001.
Posteriormente Freddy decide concentrarse de lleno en sus proyectos personales y recomienda a Paulo Domic como cantante, quien se suma oficialmente desde febrero de 2001. Durante 2002 y 2003, se trabaja en las nuevas canciones y en afiatar la nueva formación en numerosas presentaciones a lo largo de Chile. El resultado fue un nuevo disco que se titula "Metal Genocide" en 2004. 
Durante 2009, telonearon a Dragonforce, Ripper Owens y terminaron un nuevo disco lo que se convirtió en "Opus Dei" editado en 2010.
En 2011 debieron enfrentar la responsabilidad de abrir para Blind Guardian en Chile el 31 de agosto de 2011 y a Judas Priest y Whitesnake el 20 de septiembre de 2011 luego de ganar una votación organizada por Radio Futuro, en el marco del Epitaph World Tour de los británicos.
Inquisición es invitado a The Metal Fest 2013, a realizarse el 13 y 14 de abril, en el Movistar Arena de Santiago de Chile, junto a Twisted Sister y Sodom entre otros.
Desde el segundo semestre de 2012, la banda comienza a grabar las maquetas de su próximo disco, grabado en 2013. Este lleva por título "Codex Gigas", una obra conceptual inspirada en el mito detrás del Codex Gigas.
La batería de este nuevo trabajo fue grabada en Los Ángeles, California, por el baterista chileno radicado en EE. UU., Nico Saavedra.
El lanzamiento de este nuevo disco se realizó bajo el alero de Australis Records, el 29 de marzo de 2014 en formato vinilo, digipack y casete, luego ese mismo año el 5 de julio de 2014, la banda abrió para Omen y Manilla Road., ahora con su nuevo baterista el profesor Ignacio García de Cortázar.
El 5 de mayo de 2015 Inquisición tuvo nuevamente el honor de abrir el show de Judas Priest y Mötorhead en el Movistar Arena, a lo que se sumó la venida de Satan en ese mismo mes y luego Grim Reaper en septiembre. También "Codex Gigas" fue nominado al mejor disco de metal chileno por los premios Pulsar SCD 2015 (ex-Altazor) y transmitido por La Red televisión. Adicionalmente Australis Rec lanzó un vinilo de 10" con la edición remasterizada del DEMO '95.
Durante 2016 se graba el nuevo disco "Preacher & Lust" y se promociona en una serie de conciertos en ciudades de Chile como Osorno, Curicó, San Antonio y La Serena.
En diciembre de 2016 se edita "Preacher and Lust" en vinilo en la Unión Europea y la versión CD en Argentina y Chile.
Resumen de Shows Internacionales:
Onslaught + Exumer (2017)
Judas Priest + Mötorhead (Movistar Arena Stgo 2015)
Satan (2015)
Grim Reaper (2015)
Manilla Road + Omen (2014)
Judas Priest + Whitesnake (Movistar Arena Stgo 2011)
Blind Guardian (Caupolicán 2011)
Dragonforce (Caupolicán 2009)
Gamma Ray (Caupolicán 2004)
Mercyful Fate (Teatro Providencia, 1999)

## Miembros

### Miembros actuales
- Manolo Schäfler: Guitarra (1993 - )
- Freddy Alexis: Voz (1994 - 1999, 2000, 2006, 2016 -)
- Rolo Jeldres: Bajo (1995, 2016 - )
- Ignacio García de Cortázar: Batería (2014 - )

### Miembros anteriores
- Carlos Hernández: Batería (1993 - 2004, 2006 - 2011)
- Cristian Carrasco: Batería (2011 - 2012)
- Juan Osorio: Batería (2004 - 2006, 2013 - 2014)
- Paulo Domic: Voz (2001 - 2006, 2007 - 2015)
- Pedro Galán: Voz (1999 - 2000)
- Gonzalo Ruiz-Tagle: Bajo (1993 - 1994)
- Cristian Maturana: Bajo (1996 - 2008, 2013 - 2016)
- Felipe Leyton: Bajo (2009)
- Thom Frost: Bajo (2009)
- Rodrigo García: Bajo (2011 - 2012)

### Miembros Sesionistas
- Aldo Hormazábal (batería en "Flying The Bumble V" de Opus Dei)
- Nico Saavedra (batería en todo el disco "Codex Gigas")

## Discografía
- Demo EP (1995)
- Steel Vengeance (1996)
- In Nomini (1997) (compilation)
- Black Leather from Hell (1998)
- Live Posthumous (2001)
- Metal Genocide (2004)
- Opus Dei (2010)
- Codex Gigas (2014)
- Preacher and Lust (2016)